# Ecclésia
Pour les articles homonymes, voir Ecclesia (homonymie).
 (juillet 2020).
Si vous disposez d'ouvrages ou d'articles de référence ou si vous connaissez des sites web de qualité traitant du thème abordé ici, merci de compléter l'article en donnant les références utiles à sa vérifiabilité et en les liant à la section « Notes et références ».

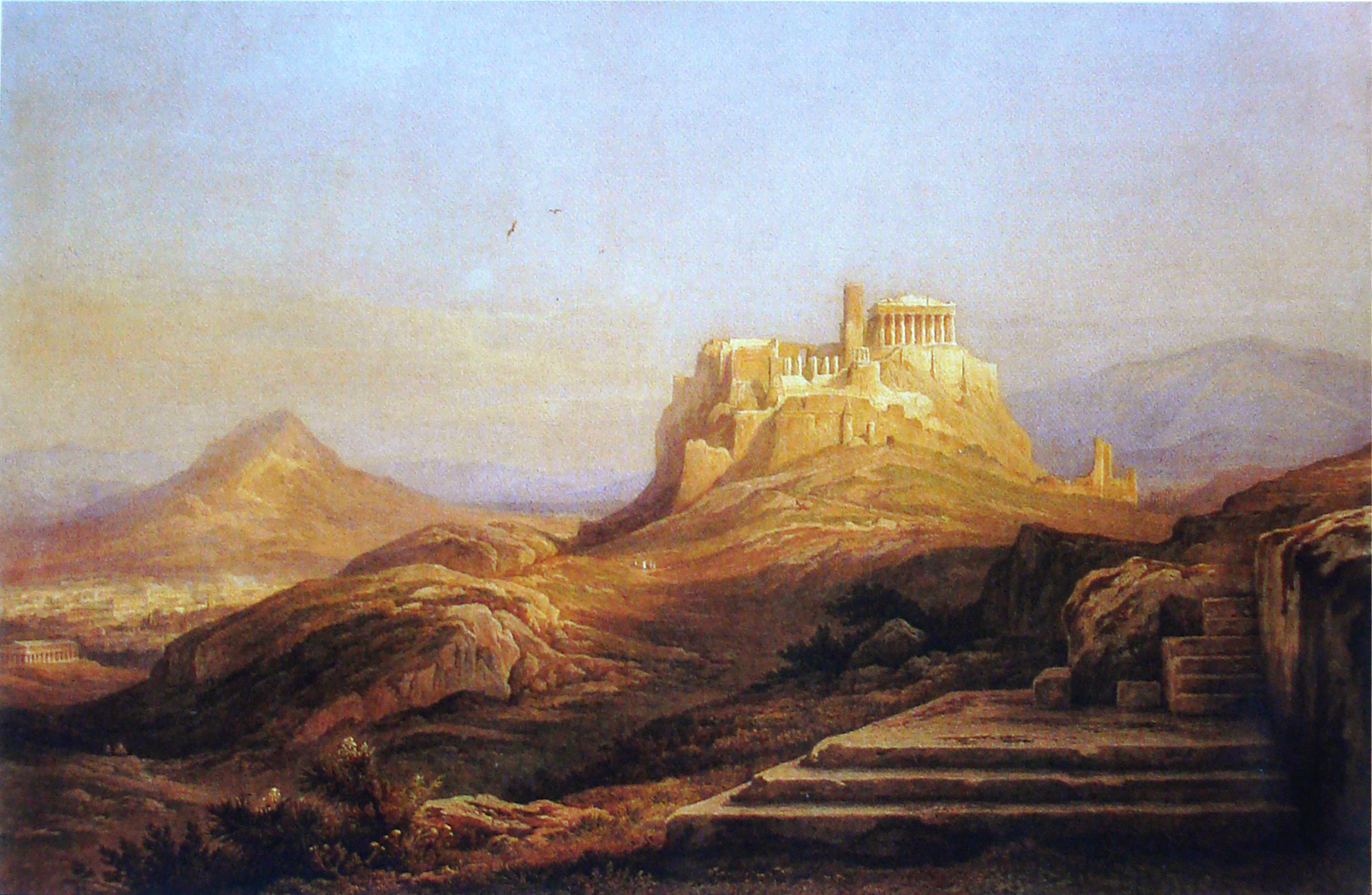
Vue de l'Acropole depuis la Pnyx, par Rudolph Müller, 1863.

L’Ecclésia ou ekklesia (en grec ancien : ἐκκλησία − l'assemblée) est l’Assemblée du peuple citoyen dans de nombreuses polis antiques et notamment dans la cité d’Athènes. Elle prend surtout de l'importance sous les réformes de Clisthène. 
Le mot a donné en français « Église » (assemblée des fidèles) et « ecclésiastique », entre autres.

## À Athènes
Dans l'Antiquité, l’Ecclésia est, à Athènes, l’Assemblée des citoyens. Elle vote les lois, le budget, la paix ou la guerre, l'ostracisme. Elle tire au sort les bouleutes (présidents du conseil), les héliastes (membres des tribunaux), les 10 archontes (magistrats qui dirigent la république) et élit les dix stratèges. 
Elle était composée de tous les citoyens ; leur nombre pouvait s’élever jusqu'à 40 000, extrême limite supérieure de cette estimation, sur une population dans toute la région d’Attique estimée approximativement entre 200 000 et 300 000 habitants. L'Ecclésia se réunissait quatre fois par mois. Ces citoyens pouvaient participer aux quarante réunions par année en proposant des amendements. L'espace disponible limitait la participation à 6 000 citoyens ; ce qui correspond également au quorum nécessaire pour certaines décisions, comme la naturalisation d'un nouveau citoyen. La participation était parfois moindre en raison de l’absentéisme dénoncé par les auteurs comiques de l’époque, et plus particulièrement Aristophane. Cette assemblée votait à main levée ou à bulletin secret les lois, la guerre et l’ostracisme ou autres projets de loi de la Boulè que lisait un héraut, ou encore élisait aussi les stratèges, généraux et magistrats. L’Ecclésia a d’abord siégé sur l’Agora avant d’être transférée sur la colline de la Pnyx sous Périclès — le nom de la Pnyx est issu d’une racine signifiant en grec « serré »).
Les prytanes, délégués de l’une des dix tribus à la Boulè pendant un des dix mois de l’année athénienne, convoquaient, organisaient et présidaient les séances de l’Ecclésia, suivant l'ordre du jour édicté par la Boulè. Par la suite cette présidence fut transférée aux neuf proèdres.
C'est notamment au Ve siècle av. J.-C. à Athènes que l'Ecclésia a pris du pouvoir (accompagnée de la Boulè, des Magistrats et de l'Héliée) durant la démocratie, sous le stratège Périclès. 
Elle était, depuis les réformes de Solon, ouverte à tous les citoyens, même si ceux-ci étaient divisés en quatre classes, par rapport à leurs revenus sur les richesses agricoles (qui déterminaient leur place dans l'armée) :
- les pentacosiomedimnes (revenus supérieurs ou égaux à 500 médimnes) ;
- les hippeis (revenus entre 300 et 500 médimnes) ;
- les zeugites (revenus entre 200 et 300 médimnes) ;
- les thètes ne possèdent pas de terres ou ont un revenu inférieur à 200 médimnes.

### Source antique
- Aristophane, Les Acharniens, éd. Les Belles Lettres, 1987.
- Boulè À Athènes